# 北鈴川站

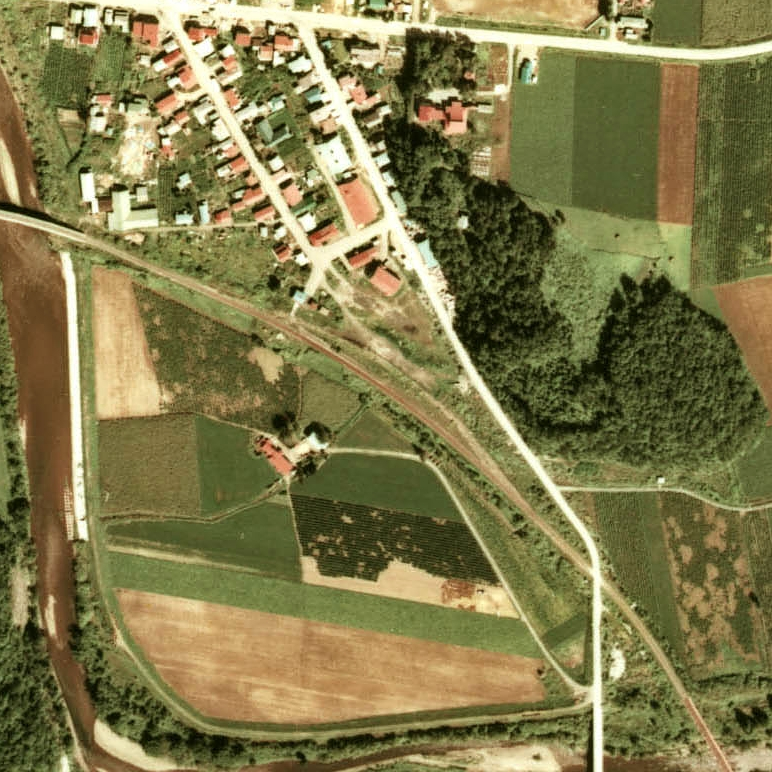
1976年的北鈴川站與方圓約500米範圍。右下方是伊達紋別方向。

北鈴川站（日语：／ Kita-Suzukawa eki */?）是位於北海道虻田郡喜茂別町字鈴川，日本國有鐵道的膽振線車站（廢站）。隨著膽振線廢除，車站在1986年（昭和61年）11月1日廢除。

## 歷史
- 1941年（昭和16年）10月12日 - 膽振縱貫鐵道德舜瞥站（後來名為新大瀧站）至西喜茂別站（後來名為喜茂別站）之間開通，此站啟用。當時為一般車站[1]。
- 1944年（昭和19年）7月1日 - 膽振縱貫鐵道在戰時被收購，鐵路線國有化。路線名改為膽振線[1]。
- 1971年（昭和46年）10月1日 - 結束處理貨物和行李[1][3]。成為無人車站[4]（簡易委託化）。
- 1986年（昭和61年）11月1日 - 膽振線全線廢除，此站也廢除[2]。

### 名稱的由來
當地原本地名為上尻別。後來由於「建設鐵路時，附近一帶看見了鈴蘭」。另外，當地在1902年（明治35年）入植，於南部出身的姓名為「鈴木與助」，當中取其「鈴」字，加上尻別川，當中取其「川」，成為了「鈴川」。但是由於在靜岡縣內，東海道本線已經設有鈴川站（現時：吉原站），因此冠上了「北」字。

## 構造
截至車站廢除前，此站是地面車站，設有1面1線的單式月台。月台位於路軌北邊（俱知安方向的列車會開啟右邊車門）。此站沒有設置轉轍器。曾經此站設有2面2線的相對式月台，當時可進行列車交會。南邊的路軌在廢除交會設備後，把路軌和月台一同撤走。
此站是無人車站。在有人車站時代，部分車站大樓進行了翻新。正面事務室部分的窗口被圍封。車站大樓位於站內北邊，與月台有一段距離。

## 使用狀況
- 在1981年度（昭和56年度），1日上下車人次為47人[7]。

## 周邊
- 國道276號（日语：国道276号）（尻別國道）[8]
- 北海道道695號清原喜茂別線（日语：北海道道695号清原喜茂別線）[8]
- 鈴川郵局
- 喜茂別町立鈴川小學
- 尻別川（日语：尻別川）[8]
- 尾路遠尻別川[8]

## 現況
截至2001年（平成13年），車站遺址建設了新的住宅區。截至2010年（平成22年）也是同樣。該處的住宅區是公營住宅。

## 相鄰車站
日本國有鐵道
膽振線
御園－北鈴川－喜茂別